# Бакабас
Бакабас — упразднённый аул в Исилькульском районе Омской области. Входил в состав Боевого сельского поселения. Исключен из учётных данных в 2008 г.

## География
Располагался в 3 км к югу от поселка Ленинский.

## История
В 1928 году состоял из 16 хозяйств. В административном отношении входил в состав 4-го аульного сельсовета Исиль-Кульского района Омского округа Сибирского края.

## Население
По переписи 1926 г. в ауле проживало 74 человека (3 мужчины и 31 женщина), основное население — киргизы.
Согласно результатам переписи 2002 года в ауле проживало 32 человека, 100 % казахи.